# Max Nettlau
Max Heinrich Hermann Reinhardt Nettlau (německy: [ˈnɛtlaʊ]; 30. dubna 1865, Neuwaldegg, Rakousko – 23. července 1944, Amsterdam, Nizozemsko) byl německý anarchista, historik a lingvista.

## Životopis
Narodil se v Neuwaldeggu (dnešní Vídeň), kde také vyrůstal až do připojení Rakouska k nacistickému Německu v roce 1938. Nettlau si ponechal své pruské (poté německé) občanství po celý svůj život. Jako student velštiny strávil několik let v Londýně, kde se přidal k Socialistické lize a potkal Williama Morrise. Potkal tam také známé anarchisty, Errica Malatestu a Petra Kropotkina, se kterými zůstal v kontaktu do konce života. Pomáhal také založit nakladatelství Freedom Press, pro které mnoho let psal.
V 90. letech 19. století si uvědomil, že generace socialistických a anarchistických militantů z poloviny 19. století již pominula a archivy jejich děl a korespondence jsou ničeny. Zaměřil tedy své úsilí na uchování historických dokumentů. Pro příští generace také udělal mnoho rozhovorů s anarchistickými veterány. Napsal životopisy mnoha známých anarchistů, jako jsou Michail Bakunin, Élisée Reclus a Errico Malatesta.
Jeho rozsáhlá sbírka archivů byla roku 1935 prodána Mezinárodnímu institutu sociální historie v Amsterdamu, kde také následně pracoval. Zemřel v roce 1944 na rakovinu žaludku.